# Sint-Lambertuskerk (Herten)

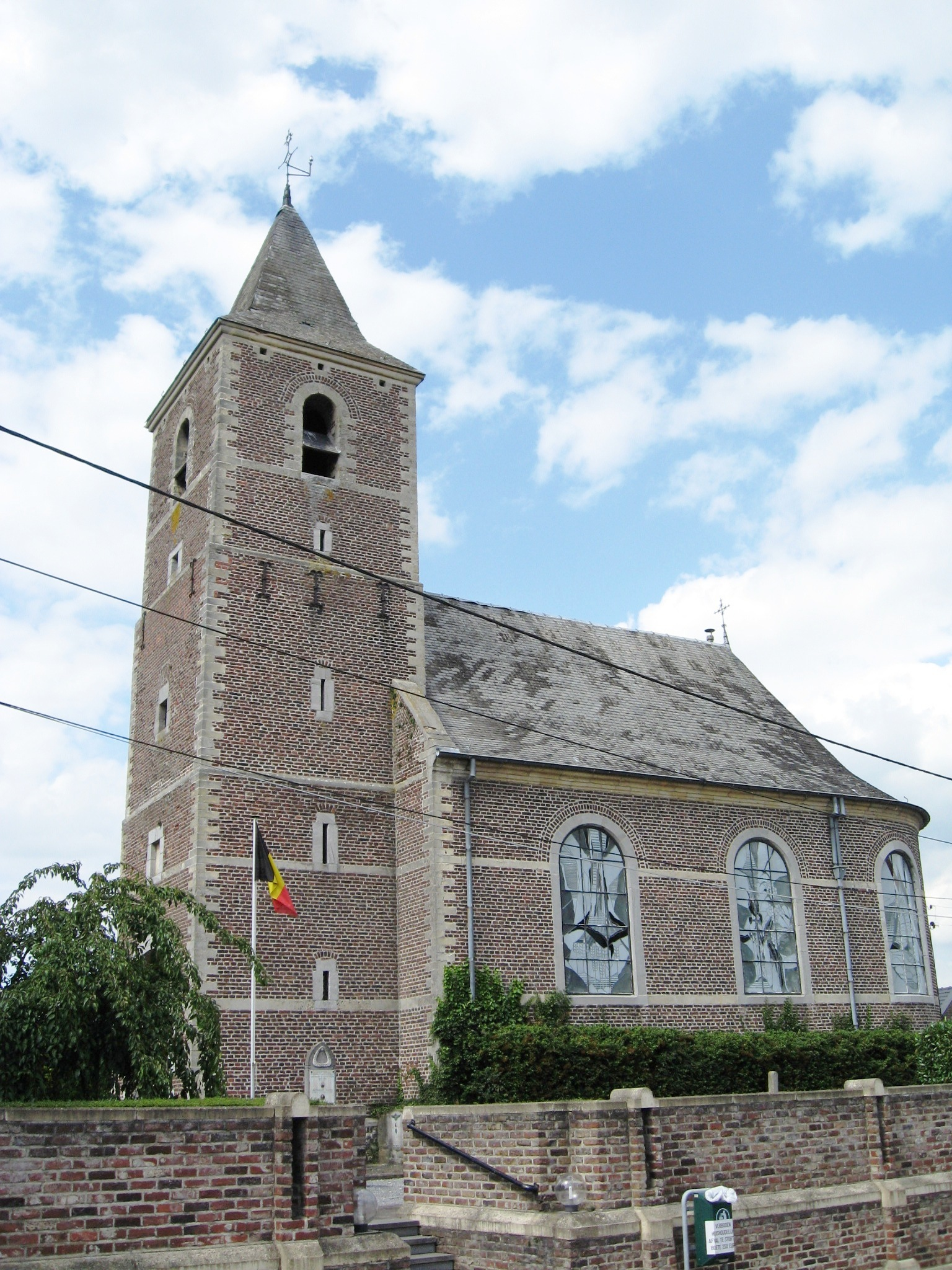
De Sint-Lambertuskerk

De Sint-Lambertuskerk is de parochiekerk van Herten, die zich bevindt aan de Hertenstraat op de helling van de vallei van de Herk.

## Geschiedenis
De kerk ligt op een verhoging, niet ver van de Herk. Nadat de oorspronkelijke kerk bouwvallig werd, bouwde men in 1693 een nieuwe. De bouw werd gesteund door Willem van Geloes, Heer van Herten, die tevens kanunnik was van de Sint-Gereonkerk te Keulen. De kerk werd nog hersteld in 1871 en gerestaureerd onder leiding van Hyacinth Martens in 1899. In 1960 werd een noordelijke zijbeuk bijgebouwd.
Het kerkgebouw is een zaalkerk in classicistische stijl. is uitgevoerd in baksteen, en afgewerkt met mergelsteen en kalksteen, zoals hoekbanden. De westtoren heeft drie inspringende geledingen. Het interieur is bepleisterd en beschilderd. De apsis heeft een stucversiering uit einde 18e eeuw.

## Inventaris
Het hoofdaltaar is van witte steen, stucwerk en beschilderd hout, in Lodewijk XVI-stijl en dateert uit de 18e eeuw. De preekstoel is in Lodewijk XV-stijl (1765). Het doopvont heeft een gotische kalkstenen voet uit de 15e eeuw en een kuip uit de 17e eeuw. De eiken communiebank uit 1705 is afkomstig uit de kerk van Wellen.
Van belang zijn een aantal 15e-eeuwse grafzerken van diverse heren en vrouwen van Herten. Ook is er een grafmonument voor Willem van Geloes.